# Silvestro Jacobelli

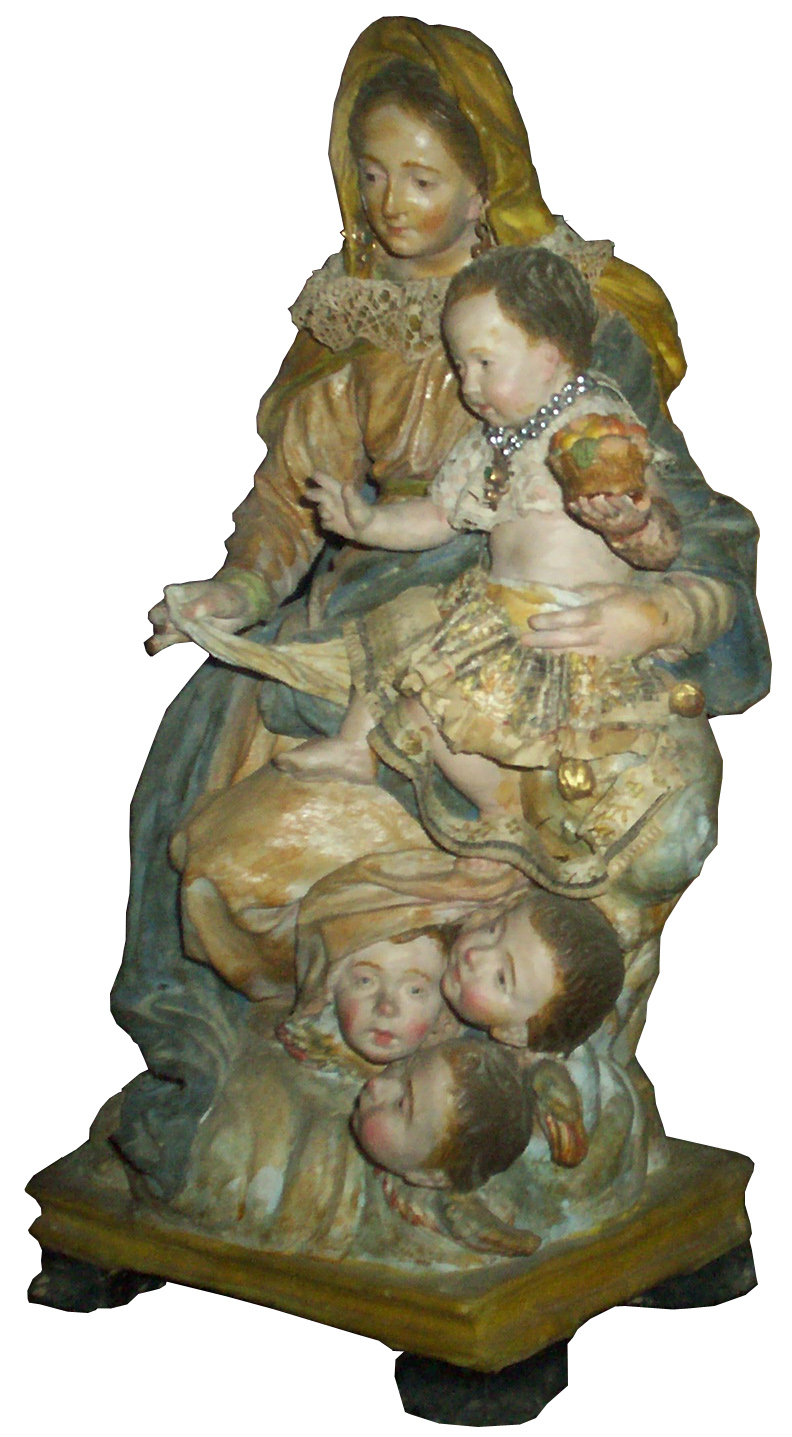
Bozzetto in ceramica della statua della Madonna della Provvidenza.

Silvestro Jacobelli (Cerreto, 5 aprile 1724 – ...) è stato uno scultore italiano.

## Vita
Nato nel 1724, si formò presso il Santuario della Madonna delle Grazie in Cerreto Sannita e nel tragitto per tornare a casa si fermava spesso per la strada a dare forma all'argilla.
Successivamente studiò scultura a Napoli. 
Le sue opere sono principalmente delle sculture lignee di Madonne che hanno in comune una stessa impostazione del volto, realizzato avendo come esempio quello delle contadine cerretesi.
Create alcune opere a Cerreto venne poi inviato da re Ferdinando IV in Messico??
Silvestre lasciò tracce della sua opera anche in Spagna (La Dolorosa del Calvario nel Monastero della Concepción del Puerto de Santa Maria-Cadiz) per poi trasferirsi in America, nella città di Lima, capitale del Vicereame del Perù, dove visse fino ai suoi ultimi giorni, sotto l'ordine francescano. Nell'Archivio Generale della Nazione (AGN) del Perù esiste una copia del suo testamento, dell'anno 1799, in cui precisa che il suo ultimo desiderio di ricevere una sepoltura cristiana nel Convento de los Descalzos.

## Opere
- Terracotta raffigurante San Michele e il Diavolo
- Bozzetto della Madonna della Provvidenza in ceramica cerretese, Cerreto Sannita, Museo civico e della ceramica cerretese
- Statua lignea della Madonna della Provvidenza, Cerreto Sannita, Chiesa di San Rocco
- Statua lignea della Madonna di Costantinopoli, Cerreto Sannita, Chiesa della Madonna di Costantinopoli
- Statua lignea della Madonna Immacolata, Sant'Agata de' Goti, Museo diocesano di Sant'Agata de' Goti
- Statua lignea dell'Immacolata, Pescocostanzo, Chiesa della Madonna del Colle (1754)
- La Dolorosa, Monasterio de la Concepción del Puerto de Santa María.